# 邱少云
邱少云（1926年7月12日—1952年10月12日 †），四川省铜梁县關濺鄉十一保玉屏村（今重庆市铜梁县少云镇少云村）邱家溝人，中国人民志愿军战士，中华人民共和国革命烈士，1949年12月参加中国人民解放军，1952年在朝鲜战争中阵亡，得年26岁。阵亡前为第15军第29师第87团第9连战士。后被追认为中国共产党党员。

## 生平
邱少云父母在1938年、1939年先后离世。时年只有13岁的邱少云成为了孤儿，迫于生计成了雇工。邱少云兄弟四人，排行老二；老大邱东云早年过继给伯父，老三邱少全在外乡给地主做长工很少回家，邱少云还要拉扯养活小四岁的幼弟邱少华。为了糊口，邱少云干过很多活，给地主当长工、泥瓦匠、木匠、餐馆跑堂。

#### 川軍時期
1948年6月，邱少云被国民政府抓了壮丁。在川军第21军112师18团，先后干过马夫、伙夫。因为他曾在饭馆干过跑堂，被拉入川军后，干得最长的就是伙夫。邱少云在川军时还得过水肿病，身体不大好。

#### 解放軍时期
1949年12月7日，成都战役中，川军投诚，邱少云随即被收编进了当时的中國人民解放军第10军29师87团9连（连长朱斌）一排三班战士，而邱少云在之前曾当过一年零四个月国军士兵的历史常常被后来的报道所回避。据邱少云的弟弟邱少华回忆说，邱少云是1949年被中國国民党抓走的，在县里集中时还托人捎信来，说想吃家乡的回锅肉。之后断了音信，直至一九五一年三月十五日在河北内丘给家里写了一封长信表示要赴朝参战。
成都战役后，29师开往内江驻防，负责组建内江军分区和对原中華民國政府統治區的接管工作。邱少云和一批加入解放军的“解放战士”，随军驻防资中县城，随即开始了３个月的政治学习和诉苦教育。1950年剿匪战斗中，邱少云与九连的本省籍战友化装成乡下农民，深入對方大本營，活捉了内江的“反共救国军”司令刘海东，完成了肅敵任务。为此，九连被师部授予“剿匪先锋连”光荣称号，集体荣立大功一次。

#### 参加朝鲜战争

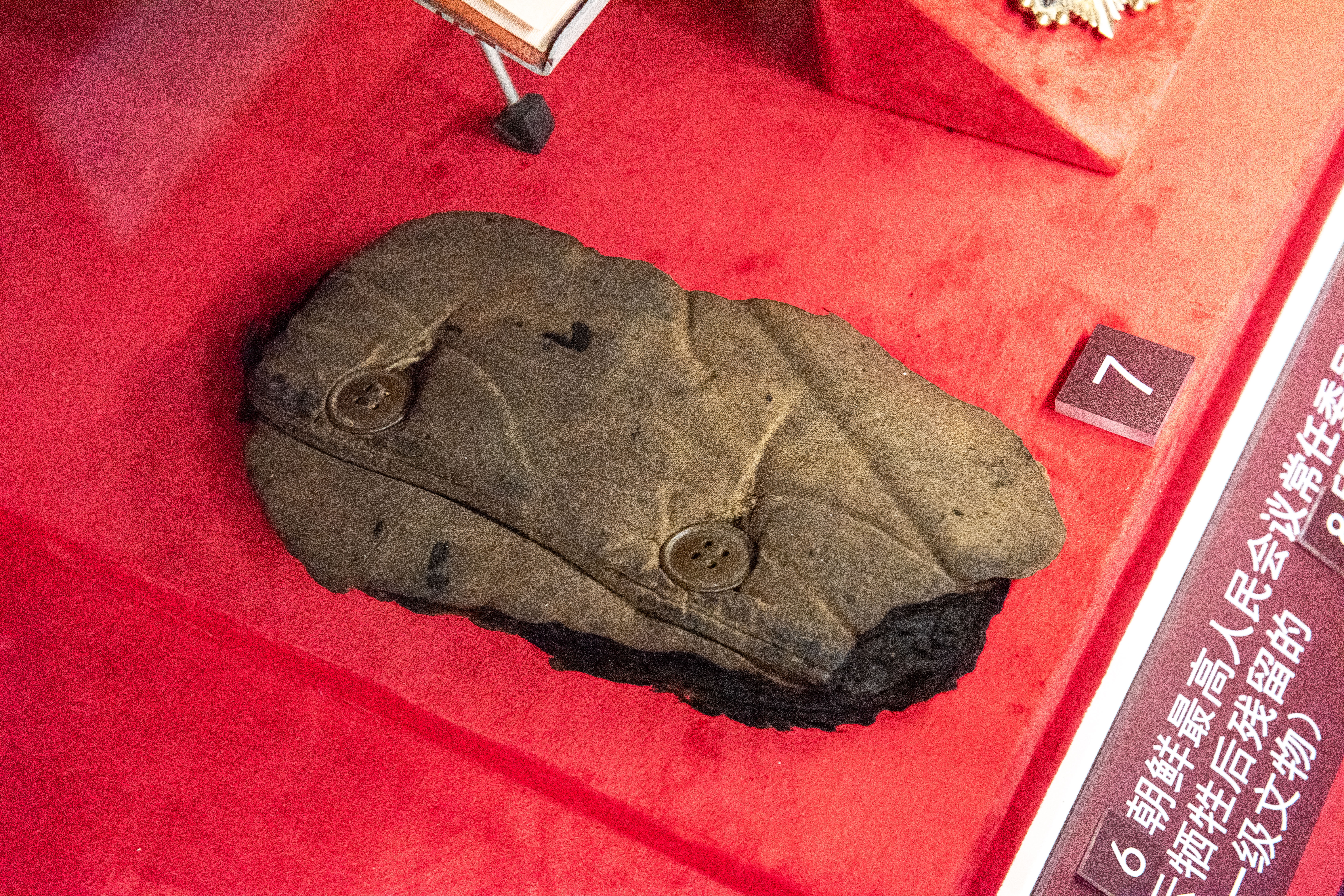
邱少云阵亡后残留的棉衣碎片

入朝后，首战第五次战役。邱少云所在的第九连首战涟川郡罗家山担任团主攻连。战斗开始前，邱少云被抽调到连集训队十名成员之一，战时担负着为前线输送弹药、抢运伤员等任务，战后作为连队重建骨干。此战中连长朱斌牺牲、帮邱少云写家信的连文化教员郭安民重伤致残。战后补充大量新兵重建九连后，邱少云担任三班战斗组长。
1952年10月11日夜，邱少云所在部队在朝鲜平康以南铁原东北平康联合国军前哨阵地391高地执行战斗任务。邱少云及其他500余人在美軍阵地前沿的草丛中潜伏。12日12时左右，美军向邱少云潜伏地发射燃烧弹，其中一发落在他潜伏点附近，火势很快蔓延到他身上。虽然邱少云身后就是一条水沟，他只需要翻滚到其中即可灭掉身上的火。但邱少云为了不暴露部队埋伏的地点，忍受着剧痛纹丝不动，直到阵亡。

## 荣誉

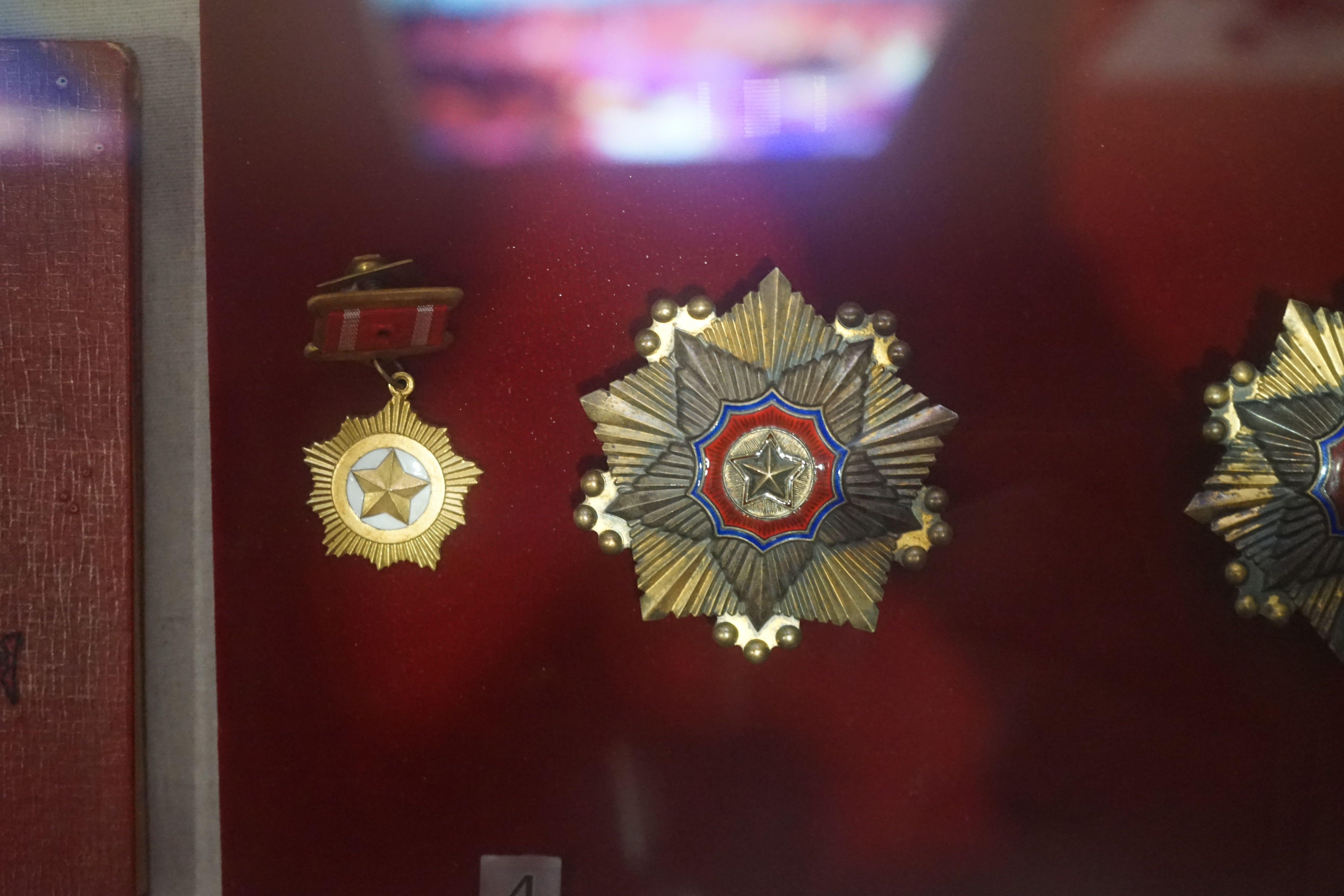
邱少云所获朝鲜民主主义共和国一级国旗勋章、金星奖章。现藏军事博物馆

上甘岭战斗15军撤出休整后，这才有条件对此前的391高地之战进行总结。邱少云和许多参与潜伏作战的战士一样，在87团的总结中被报了三等功。九连指导员王世明在391高地之战后被评为二十九师模范指导员，他在自己的汇报材料中，写了大量邱少云的事迹。二十九师组织科的领导看到后十分激动：“这样的英雄怎么才三等功？应该报特等功！”随后整理材料通过十五军政治部，把为邱少云申报特等功的报告提交志愿军司令部。
志愿军总部于1952年11月6日给他追记特等功，并于1953年6月1日追授他“一级战斗英雄”称号，理由是“邱少云同志严守纪律，为了整体胜利而自我牺牲”。1953年5月18日《人民日报》发表郑大藩（时为第十五军《战场报》记者、新华社志愿军总分社通讯员）写的《伟大的战士邱少云》，邱少云的英雄事迹传遍全国，“纪律高于生命”的口号成为一个时代的强音。1953年6月25日，朝鲜民主主义人民共和国最高人民会议常任委员会授于他“朝鲜民主主义人民共和国英雄” 称号和金星奖章、一级国旗勋章，并将邱少云的名字刻在朝鲜金化西面的391高地石壁上。邱少云所在部队党委追授他为“模范青年团员”称号，并追认他为中国共产党党员。1953年，四川省铜梁县建立邱少云烈士纪念馆，并在凤凰山顶树立邱少云烈士纪念碑，朱德为之题词。

## 相关事件与争议
新唐人电视台曾提出邱少云被烧死的情节并不符合生理学和其他常识，即人体在受到剧烈刺激时会产生意识无法控制的神经性痉挛；人体含有油脂，被点燃后火势明显会比杂草旺很多并冒出黑烟；随身携带的弹药会在烈焰中爆燃。但也有反驳者通过引述1963年越南僧人釋廣德自焚一事回击；其排长曾纪有也回忆称邱少云当时的任务是剪断铁丝网，身上并未携带武器。也有人指出，2001年天安门自焚事件死者死因被鉴定为“瞬间窒息死亡”，由此也可推断被凝固汽油弹焚烧的邱少云可能死于同一原因，所以才会一动不动。邱少云烈士纪念馆馆长王成金也曾经解释：“邱少云烈士被大火烧着不久，就因为吸入大量浓烟窒息死亡。他之所以能够自始至终的动也不动，首先因为他有舍身的精神和坚强的意志，同时也与他很早就已失去知觉有关。”

#### 索尼（中国）微博事件
2023年1月4日，索尼（中国）官方新浪微博账号疑因于2022年10月12日发布的微博的图片和配文涉嫌影射邱少云，被新浪微博禁言。1月7日共青团中央称索尼（中国）官方微博账号2022年10月12日发布的微博的图片和配文“待到山花烂漫时，她在丛中笑~”是对邱少云烈士的恶意歪曲、丑化、否定，并表示“当天是邱少云烈士牺牲70周年，其图片构图与邱少云烈士牺牲时的画面高度雷同”。但有台湾媒体称，对共青团中央的指控及微博禁言的处理有网友表示质疑。